# Тяск
Тяск (рум. Teasc) — село у повіті Долж в Румунії. Входить до складу комуни Тяск.
Село розташоване на відстані 179 км на захід від Бухареста, 18 км на південь від Крайови.

## Населення
За даними перепису населення 2002 року у селі проживали 1962 особи.
Національний склад населення села:
| Національність | Кількість осіб | Відсоток |
| -------------- | -------------- | -------- |
| румуни         | 1947           | 99,2%    |
| цигани         | 15             | 0,8%     |

Рідною мовою назвали:
| Мова      | Кількість осіб | Відсоток |
| --------- | -------------- | -------- |
| румунська | 1957           | 99,7%    |
| циганська | 5              | 0,3%     |